# Lindsay (hrabstwo Cooke)
Lindsay – miasto w Stanach Zjednoczonych, w stanie Teksas, w hrabstwie Cooke.